# Кам'янська сільська рада (Березнівський район)
Ка́м'янська сільська́ ра́да — колишній орган місцевого самоврядування в Березнівському районі Рівненської області. Адміністративний центр — село Кам'янка.

## Загальні відомості
- Кам'янська сільська рада утворена в 1939 році.
- Територія ради: 11,857 км²
- Населення ради: 2 089 осіб (станом на 2001 рік)

## Населені пункти
Сільській раді були підпорядковані населені пункти:
- с. Кам'янка
- с. Антонівка
- с. Кургани

## Склад ради
Рада складалася з 14 депутатів та голови.
- Голова ради: Парфенюк Світлана Йосипівна
- Секретар ради: Парфенюк Оксана Миколаївна

### Керівний склад попередніх скликань
| ПІБ                     | Основні відомості                                                        | Дата обрання | Дата звільнення |
| ----------------------- | ------------------------------------------------------------------------ | ------------ | --------------- |
| Сарай Раїса Євстахівна  | Сільський голова, 1960 року народження, член Української Народної Партії | 26.03.2006   | 31.10.2010      |
| Сарай Раїса Євстахіївна | Сільський голова, 1960 року народження, освіта вища, позапартійна        | 31.10.2010   | 31.03.2015      |

Примітка: таблиця складена за даними сайту Верховної Ради України